# جو فرانك هاريس
جو فرانك هاريس (بالإنجليزية: Joe Frank Harris)‏ هو سياسي أمريكي، ولد في 16 فبراير 1936 في كارترزفيل في الولايات المتحدة. نشط حزبياً في الحزب الديمقراطي. وقد انتخب عضو مجلس نواب جورجيا وانتخب حاكم جورجيا ‏.

## وصلات خارجية
- جو فرانك هاريس على موقع إن إن دي بي (الإنجليزية)